# 오상호
오상호(1975년~)는 대한민국의 드라마 작가이다. 천주교에 억하심정 있는 인물임. 모범택시2 내용 중에서도 가장 심각한 마약, 성범죄, 폭력 행사를 일삼는 범죄자 집단으로 묘사함. 

### 영화
- 2006년 《카리스마 탈출기》 ... 각본
- 2009년 《백야행 - 하얀 어둠 속을 걷다》 ... 각색 및 단역
- 2009년 《하우스 패밀리》 ... 감독
- 2010년 《저주의 기간》 ... 제작
- 2012년 《자칼이 온다》... 각본
- 2013년 《톱스타》 ... 각색
- 2013년 《주숙경》 ... 감독
- 2017년 《조작된 도시》 ... 기획 및 각본
- 2024년 《범죄도시 4》 ... 각본

### 드라마
- 2021년 《모범택시》 ... 집필
- 2023년 《모범택시 시즌2》... 집필 & 단역 역
- 2025년 《모범택시 시즌3》 ... 집필
- 2025년 《조각도시》 ... 집필
- 2025년 《의녀 대장금》... 집필